# Język samarokena
Język samarokena (a. samarkena), także: tamaya (a. tamaja), karfasia – język papuaski używany w prowincji Papua w Indonezji (kabupateny Mamberamo Raya i Sarmi), przez członków ludu Samarokena. W 2002 r. oszacowano, że społeczność jego użytkowników liczy 400 osób.
Ludność Samarokena zamieszkuje cztery wsie: Karfasia (na wybrzeżu), Samarokena, Maniva i Murara (w głębi wyspy). Nie występują większe różnice dialektalne. Jest blisko spokrewniony z językiem airoran.
Pod koniec lat 90. XX w. odnotowano, że pozostaje w powszechnym użyciu, wśród różnych grup wiekowych. Środkiem komunikacji międzyetnicznej jest malajski papuaski, a wiele osób ma też znajomość języka isirawa oraz innych języków (airoran, a w mniejszym stopniu kwerba). Język indonezyjski, choć wykorzystywany w edukacji, nie jest powszechnie używany ani rozumiany w całym regionie.
Nie został dobrze opisany, dostępne są jedynie ograniczone dane leksykalne. Nie wykształcił piśmiennictwa.